# Sawa (apostoł)
Sawa – żyjący w IX wieku uczeń Cyryla i Metodego, święty katolicki i święty prawosławny, apostoł Bułgarii.
O jego życiu informacji dostarcza spisany przez arcybiskupa Ochrydy Teofilakta z Ochrydy „Żywot Klemensa z Ochrydy”. Miał pochodzić z okolic Tesalonik, ale nie ma dowodów na datę i miejsce jego urodzenia. Według niepotwierdzonych źródłami historycznymi hipotez był Macedończykiem, a do Braci Sołuńskich miał dołączyć, gdy udawali się do Rzymu, pod koniec 867 roku. Miał też potem być lektorem, a po śmierci Metodego przybyć z pozostałymi uczniami do Bułgarii. Przyjęci w ówczesnej stolicy Plisce przez Borysa I Michała mieli wpływ na jego nawrócenie na chrześcijaństwo. Sawa uczestniczył w prowadzonej działalności misyjnej i literackiej. Zmarł prawdopodobnie po 885 roku.
W Kościele katolickim wspominany w grupie Siedmiu Apostołów Bułgarii dawniej 17 lipca, a w nowym Martyrologium Rzymskim 22 listopada, w prawosławiu 27 lipca lub 9 sierpnia.